# 165th Airlift Wing

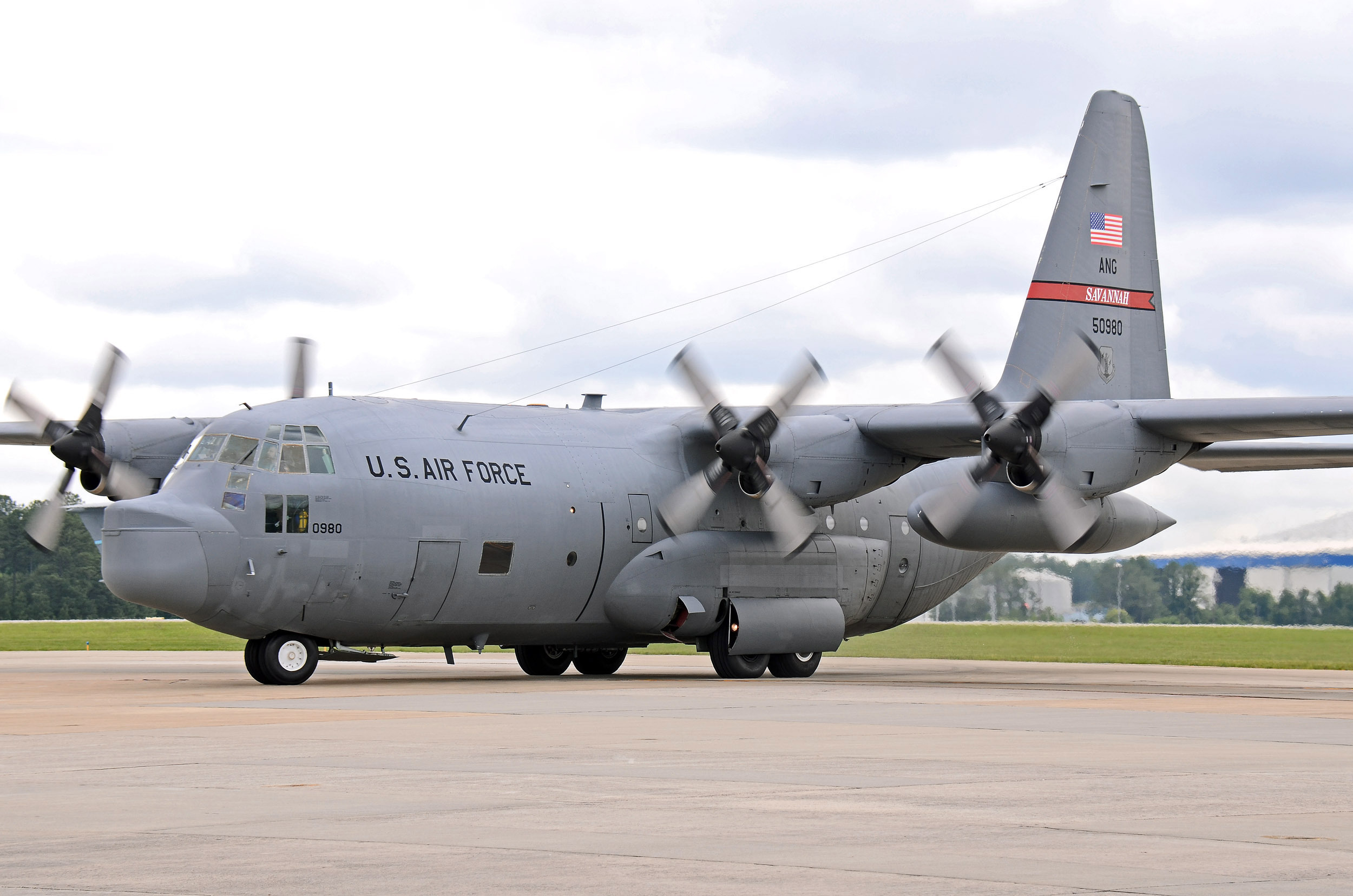
C-130H dello Stormo

Il 165th Airlift Wing è uno Stormo da trasporto della Georgia Air National Guard. Riporta direttamente all'Air Mobility Command quando attivato per il servizio federale. Il suo quartier generale è situato presso la Savannah Air National Guard Base, Georgia.

## Organizzazione
Attualmente, al settembre 2017, esso controlla:
- 165th Operations Group
  - 165th Operations Support Squadron
  -  158th Airlift Squadron - Equipaggiato con 8 C-130H
- 165th Maintenance Group
  - 165th Aircraft Maintenance Squadron
  - 165th Maintenance Squadron
- 165th Mission Support Group
- 165th Medical Group